# Дёмин, Вениамин Аркадьевич
Вениамин Аркадьевич Дёмин (10 сентября 1929, Саратовская область — 3 октября 2013, Москва) — советский военачальник, генерал-лейтенант.

## Биография
Родился 10 сентября 1929 года в Саратовской области. Член КПСС.
Окончил Ульяновское танковое училище, Военную академию бронетанковых войск и Военную академию Генерального штаба СССР.
В 1963—1969 — командир 406-го гвардейского тяжёлого танково-самоходного полка, заместитель командира 5-й гвардейской танковой дивизии.
В 1969—1973 — командир 25-й танковой дивизии.
В 1973—1975 — начальник штаба 2-й гвардейской танковой армии.
В 1975—1978 — командующий 6-й гвардейской танковой армией.
В 1978—1981 — заместитель командующего Ленинградским военным округом.
В 1981—1983 — главный военный советник СССР в Эфиопии.
В 1983—1986 — заместитель начальника Военной академии Генерального штаба СССР.
В 1986—1989 — первый заместитель председателя ЦК ДОСААФ СССР.
Делегат XXV съезда КПСС.
Жил в Москве.
Умер 3 октября 2013 года в Москве. Похоронен на Троекуровском кладбище города Москвы, участок 25а.

## Награды
- Орден Красной Звезды (дважды)
- Орден «За службу Родине в Вооружённых Силах СССР» 3 степени